# Polska institutet i Stockholm

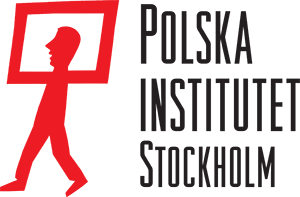
Polska institutet i Stockholm.

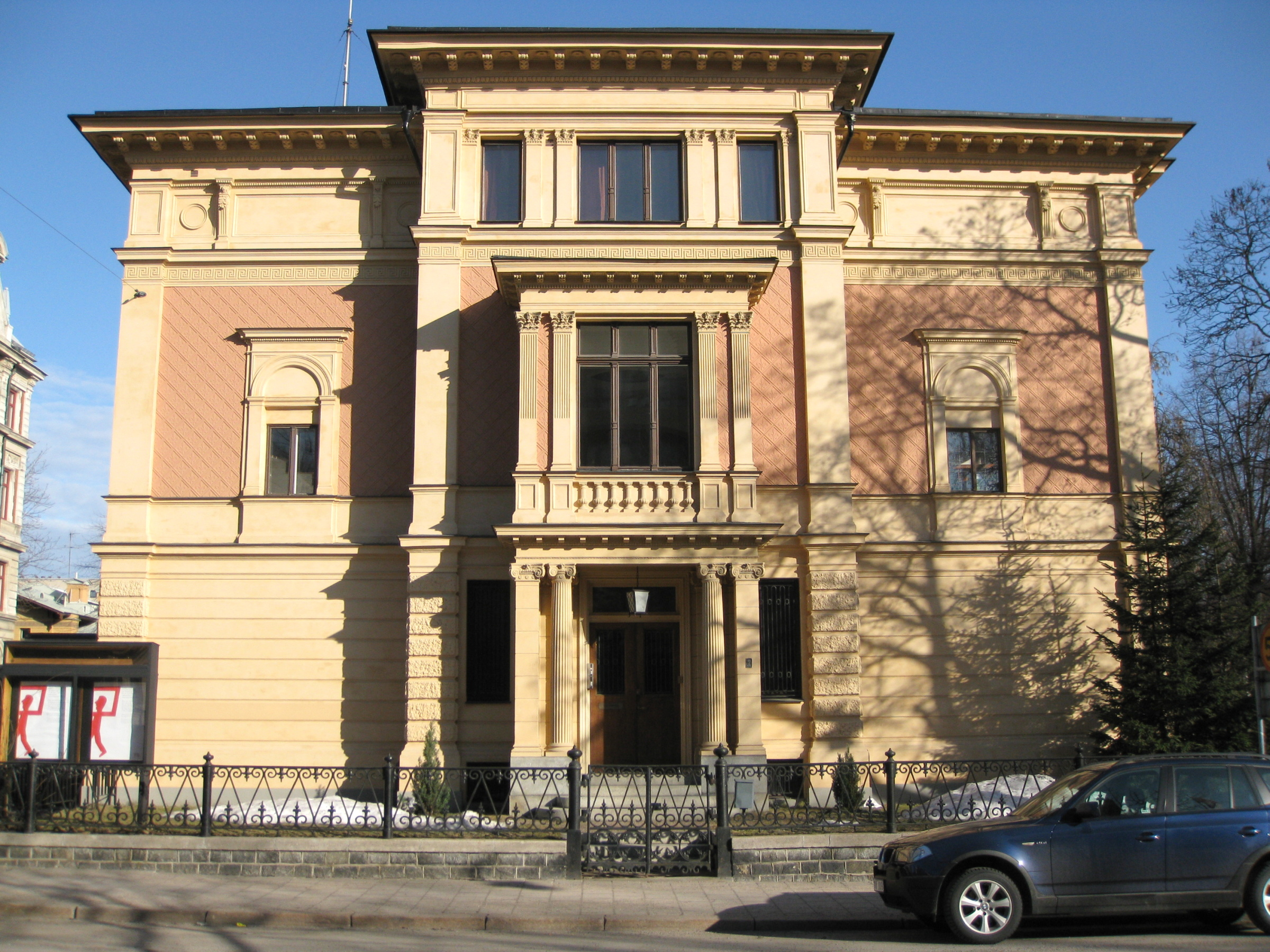
Polska institutets gamla lokal i Adelsköldska villan.

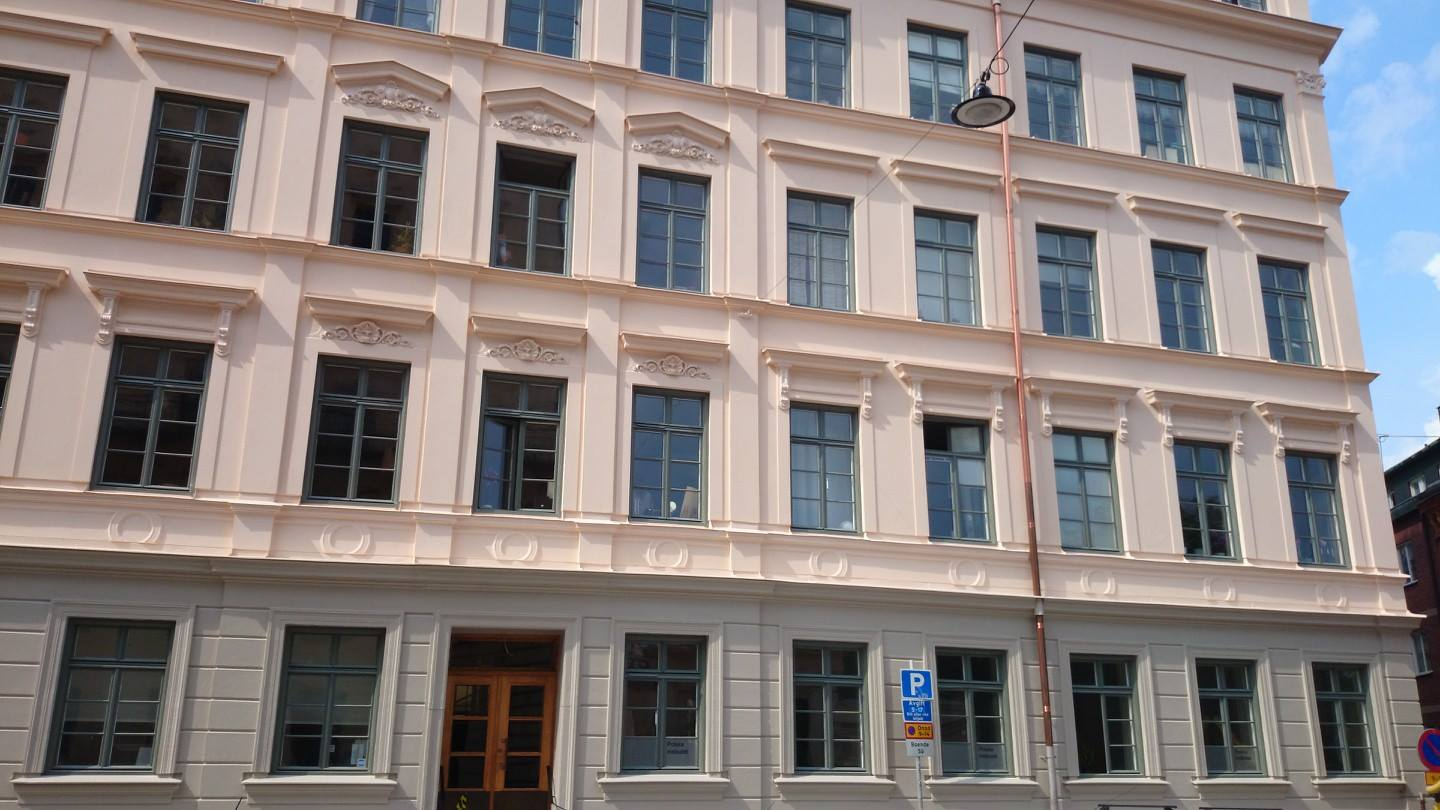
Polska institutets nuvarande lokal på Mosebacke torg 4, bv.

Polska institutet i Stockholm (polska: Instytut Polski w Sztokholmie) är ett statligt polskt kulturinstitut i Stockholm grundat 1973. Institutets uppgift är att sprida kunskap om Polen och polsk kultur och att främja det polsk-svenska kulturella och vetenskapliga utbytet. Polska institutet är direkt underställt det polska utrikesministeriet och institutets direktör fungerar samtidigt som polsk kulturattaché. Polska institut finns i ett drygt tjugotal länder, framför allt i Europa men även i New York, Tel Aviv, Tokyo och New Delhi. Polska institutet i Stockholm är medlem i Stockholmsavdelningen av EUNIC, ett internationellt samarbetsorgan för EU-ländernas kulturinstitut.

## Historia
Från grundandet 1973 till och med 2009 hade Polska institutet sina lokaler i Adelsköldska villan, en privatvilla från slutet av 1800-talet belägen på Villagatan på Östermalm, granne med Polska ambassaden. Sedan 2009 har institutet en kontorslokal vid Mosebacke torg på Södermalm. För närvarande pågår renovering av fastigheten på Villagatan som i framtiden kommer att bli residens för Polens ambassadör.
Lokalbytet hade samband med en ändring i formerna för Polska institutets verksamhet. Sedan 1973 hade institutets inriktning varit att organisera kulturevenemang i de egna lokalerna. Adelsköldska villan med dess stora öppna utrymmen var väl lämpad för detta. Från mitten av 2000-talet övergick man dock allt mer till att ordna evenemang i samarbete med svenska organisationer och kulturinstitutioner, i den svenska arrangörens lokaler. Tanken med detta var att kunna nå ut på ett effektivare sätt, även till personer som inte i förväg var intresserade av polsk kultur. Liknande verksamhetsförändringar genomfördes vid samma tid vid de flesta Polska institut i världen, på initiativ av polska utrikesministeriet. 
Bland Polska institutets mer uppmärksammade samarbetsprojekt på senare år kan nämnas den årliga polska filmfestivalen Kinoteka, Alina Sapocznikows utställning på Bonniers konsthall, flera samarbeten med Östersjöfestivalen, ett antal besök av författaren Olga Tokarczuk på Internationell författarscen på Kulturhuset, stöd till Teater Galeasen för uppsättningar av Tadeusz Słobodzianeks Vår klass och Dorota Masłowskas Metallflickan, samt ett flerårigt samarbete med Stockholm Pride som resulterat i att polska HBTQ-aktivister bjudits in till festivalen. En annan del av institutets verksamhet sker mer i det fördolda med till exempel studiebesök av svenska kulturproducenter i Polen och polska kulturproducenter i Sverige, besök av polska konstnärer på svenska konstmässor eller subventionering av kvällskurser i polska språket.

## Direktör
- 1990–1994 – Tomasz Jastrun
- 2006–2012 – Katarzyna Tubylewicz
- 2012–2016 – Arkadiusz Bernaś
- 2016–2018 – Anna Godlewska
- 2018–2019 – Agata Zajega (Tillförordnad direktör)
- 2019–2023 – Paweł Ruszkiewicz
- 2023–2024 – Robert Szaniawski
- 2025 - - Joanna Tamborska